# Червона Зірка (хімфармзавод)
ПрАТ "Хімфармзавод «Червона Зірка» — підприємство фармацевтичної промисловості, розташоване в місті Харків, зайняте в галузі виробництва лікарських засобів, дієтичних добавок та косметики.

## Історія
Приватне акціонерне товариство "Хімфармзавод «Червона зірка» є одним з перших фармацевтичних підприємств України.
Історія заводу бере свій початок в 1923 році. В Україні створено Комітет по боротьбі з безробіттям, постановою якого організована фабрика з розфасування хімікатів. На фабриці 800 робочих місць, назву їй дали у дусі того часу — «Червона зірка». На той час «Червона зірка» — виробник хімічних реактивів, складних ефірів та парфумерної продукції.
Маючи у Харкові, найбільшому науковому центрі України, базу наукових та дослідницьких інститутів, завод поступово переходить до виробництва субстанцій лікарських препаратів (антипірин, пірамідон, кальцію глюконат та інших). Перед війною, в 1940 році, субстанції вже складали 54 % від загального обсягу виробленої продукції. Виробнича програма розширювалася, масштаби збуту збільшувалися.
У жовтні 1941 року завод був евакуйований до Середньої Азії та на Урал (Челябінськ).
Після війни відновлення підірваного в 1943 році заводу тривало 3 роки. Було відновлено виробництво субстанцій довоєнної номенклатури плюс нових, що пройшли апробацію війною — норсульфазолу, білого стрептоциду, фталазолу. Вони й визначили спеціалізацію заводу — як виробника антипіретиків і сульфаніламідних препаратів. Пізніше до них додалися кумаринові препарати (дикумарин, неодикумарин).
У 1967 році довоєнний рівень виробництва був перевищений в 30 разів. Продукція підприємства експортувалася у 23 країни світу.
1991 рік, коли Україна отримала статус незалежної держави, став переломним етапом в історії заводу — підприємство перепрофілювалося на випуск готових лікарських засобів.
Першими лікарськими препаратами ПрАТ "Хімфармзавод «Червона зірка» були: таблетки «Аспаркам», мазі «Левосин», «Еспол» і «Левомеколь».
У 1995 році підприємство було перетворено у Відкрите акціонерне товариство, що дозволило по-новому подивитись на його сучасний стан та перспективи. Якщо до 1995 року щорічно освоювалося 2 препарати, то у 2000 році — вже 10.

## Діяльність
"Хімфармзавод «Червона зірка» випускає близько 250 засобів, серед яких лікарські засоби, дієтичні добавки та лікувальна косметика.
У своїй структурі має три основних виробничих цехи:
- цех з виробництва м'яких лікарських засобів (мазі, гелі, лініменти, креми) — 5 ділянки;
- цех з виробництва твердих лікарських засобів (таблетки, капсули, порошки) — 5 ділянок;
- цех з виробництва рідких лікарських засобів (розчини, настойки, сиропи) — 1 ділянка.

Загальна площа підприємства складає понад 16 тисяч м².
«Червона зірка» має власний департамент R&D — відділ фармацевтичних розробок. Підприємство має змогу власними силами розробляти та впроваджувати у виробництво сучасні лікарські засоби, новітню косметику та дієтичні добавки.
Уся продукція «Червоної зірки» представлена в аптеках України, косметика та дієтичні добавки — у власному інтернет-магазині

## Фармацевтична система якості
На підприємстві запроваджена Фармацевтична система якості, до якої інтегровано систему менеджменту якості ISO 9001, систему менеджменту безпечності харчової продукції ISO 22000, та належну виробничу практику (GMP) для косметичних засобів ISO 22716.
«Червона зірка» сертифікована відповідно до вимог міжнародних стандартів: GMP, ISO 9001, ISO 22000 та ISO 22716

## Суспільна діяльність
Хімфармзавод «Червона зірка» веде просвітницьку діяльність:
- спеціалісти підприємства проводять лекції для профільних ВНЗ міста;
- на території підприємства проходять екскурсії для фахових коледжів та ВНЗ;
- підприємство організовує онлайн-екскурсії;
- публікації з профільних тем у соціальних мережах Facebook[4] та Instagram[5]